# 清华大学建设管理系
清华大学建设管理系，简称建管系，成立于2000年4月18日，是当时将土木工程系和水利水电工程系并于清华大学土木水利学院，并将两系的工程管理学科的教学科研力量整合分出，成立建设管理系，作为土水学院的第三个系。
现有建设工程与项目管理和房地产经济与管理这两个领域，一方面隶属于工程技术范畴，另一方面又对清华大学经济管理学院有一定合作，以培养适应需要的复合人才。

## 历史[1]
- 1953年，清华大学土木工程系成立建筑施工技术与机械教研组。
- 2000年4月18日，土木水利学院正式建立后，成立清华大学建设管理系。